# 馬爾多納多港
馬爾多納多港是秘魯東南部的城市，位於與玻利維亞接壤邊境以西55公里，是馬德雷德迪奧斯大區的首府，主要經濟活動有伐木、淘金、造船和生態旅遊。由於在亞馬遜盆地內，全年炎熱潮濕，平均溫度攝氏26度，年均降雨量超過1,000毫米。

## 外部連結
- Puerto Maldonado Travel Info
- Tambopata Reserve Society (TReeS)

12°36′S 69°11′W / 12.600°S 69.183°W